# Jan-Matěj Rak
Jan-Matěj Rak (* 28. května 1977, Jyväskylä, Finsko) je český kytarista, písničkář a komunální politik. Studoval fotografii na FAMU a učitelství na Pedagogické fakultě Univerzity Karlovy. Studia nedokončil.
Jeho otcem je český kytarista a hudební pedagog Štěpán Rak.
V hudbě se zaměřuje na interpretaci židovských písní (skupina Chesed, duo Marion s Monikou Žákovou), hraje skladby Jaroslava Ježka a melodie ze starých filmů, které si upravuje pro kytaru a vystupuje také sám jako písničkář se svými písničkami. Doprovázel také písničkářku Martinu Trchovou (hraje také na jejích albech Maxisingl a Čerstvě natřeno), ta dokonce nazpívala jednu jeho píseň (Malá samba o srdci) na své album Čerstvě natřeno (2005, Indies Records).
Jan-Matěj Rak také působil ve skupině Natalika zaměřené na worldmusic.
V roce 2007 vydal album Ježkovy Vwoči, které obsahuje 14 skladeb Jaroslava Ježka v instrumentální podobě zahrané na kytaru a výjimečně na další nástroje. Album se svými vlastními písničkami vydal až v roce 2011, již před tím ale některé vyšly na různých samplerech. V současnosti vystupuje také s písničkářem Frantou Vlčkem.
Jan-Matěj Rak byl dříve též aktivním bloggerem.
Od roku 2018 je zastupitelem Městské části Praha 16 (Radotín), kde žije. V roce 2022 kandidoval za uskupení Společně pro Radotín (TOP 09, KDU-ČSL, Zelení) na starostu, jím vedené uskupení však skončilo na druhém místě za vítěznou ODS. Je členem TOP 09. 

## Diskografie
- Chesed – Židovské písně (2001, Indies Records)
- Ježkovy Vwoči (2007)
- Eduard Ingriš - muž, který měl být zapomenut
- Všechny ty jednoduché věci (2011)

### Spoluúčasti
- Písničkářské kolečko (2001, spolu s Jeronýmem Lešnerem, Michalem Knéblem a Vladimírem Čápem)
- Zahrada písničkářů - Kuřim 2002 (2002, živý sampler), píseň Všechny ty jednoduché věci a Proč je nám utajeno v duu se Šárkou Burešovou
- Havěť všelijaká 2 (2006, sampler), píseň Bakterie Božena s Martinou Trchovou
- 50 miniatur (2007, sampler), píseň První chladný den